# Montreuil-Juigné
Montreuil-Juigné – miejscowość i gmina we Francji, w regionie Kraj Loary, w departamencie Maine i Loara.
Według danych na rok 2010 gminę zamieszkiwało 7 107 osób, a gęstość zaludnienia wynosiła 514 osób/km².